# 산토메 대성당
산토메 대성당(San Thome Basilica)은 마드라스대사교가 관장하는 로마 가톨릭교회이며, 타밀나두 주의 첸나이에 위치한다. 19세기 말에 그때까지 만들어져 있던 포르투갈의 교회를 계승해 이루어져 네오 고딕양식으로 세워졌다. 건물은 옛날부터 성 토마스 사도의 묘가 있다고 믿는 동굴 위에 있다.

## 같이 보기
- 인도의 기독교